# Nippon Broadcasting System
Nippon Broadcasting System, Inc. (株式会社ニッポン放送 Kabushiki-gaisha Nippon Hōsō?), o JOLF, es una emisora de radio japonesa en Tokio. Junto con Nippon Cultural Broadcasting es la emisora principal de la red National Radio Network.  JOLF también está relacionada con la Fuji Television, ya que ambas son parte del Grupo de Comunicaciones Fujisankei. 
Sus oficinas se encuentran en 1-9-3, Yurakucho Itchome, Chiyoda, Tokio, Japón.

## Abreviaciones
- 15 de julio de 1954 - 30 de septiembre de 1967: "NBS" (Actualmente se usan como abreviatura de Nagano Broadcasting Systems, Inc.)
- 1 de octubre de 1967 - Presente: "LF" (Últimas dos letras del indicativo JOLF)

## Emisión
- Fundación: 1 de abril de 2006
- Indicativo: JOLF
- Frecuencia: 1242 kHz
- Potencia: 100 kW
- Horas: de las 4 de la madrugada los lunes a las 25:30 los domingos (1:30 de la madrugada del lunes)

## Programas
- Partidos del Boston Red Sox (Cuando lanza Daisuke Matsuzaka)
- All Night Nippon
- Festival de Música de Ginza
- Radio Charity Musicthon